# Hombre de Malvavisco
El Hombre de Malvavisco (Stay Puft Marshmallow Man en inglés) es un personaje ficticio y a su vez mascota de la franquicia Los cazafantasmas. Aparece como la amenaza final en la primera película. También tiene apariciones en las series de televisión derivadas de las películas, así como en el videojuego de 2009 Ghostbusters: The Video Game.

## Características
El Hombre de Malvavisco consiste en una especie de muñeco/hombre de malvavisco gigante. Lleva un lazo y un pañuelo de marinero, así como un gorrito de marinero con las letras Stay Puft, empresa ficticia a la que el Hombre de Malvavisco pertenece en la película. Además tiene una cara adorable.

### Creación
El monstruo deriva de la mascota de una empresa ficticia en la película, llamada Stay Puft. El enemigo principal de la película, Gozer, vuelve de una dimensión para destruir la Tierra. Para ello, va a transformarse en lo que él desee, pero alguien debe «elegir la forma del destructor», es decir, pensar en alguna cosa, la cual será en la que se transformará Gozer. Los Cazafantasmas se dan cuenta de esto y deciden no pensar en nada, pero de pronto Gozer se transforma en un monstruo gigante de malvavisco, con traje de marinero y una cara adorable, aparentemente inofensivo por su aspecto, pero realmente destructivo. La razón de esa transformación es porque Ray Stantz, uno de los Cazafantasmas, pensó en la mascota de la empresa ficticia Stay Puft. Cuando le preguntaron por qué lo hizo, se excusó así: 

No he podido evitarlo... se me coló dentro... intenté pensar en algo ingenuo, pensé en los dulces que comía en mi niñez y pensé en alguien que jamás sería capaz de destruirnos, el muñequito de los malvaviscos... solíamos tostar malvaviscos cuando íbamos de campamento.
Ray Stantz

Tras esto, el Hombre de Malvavisco empieza a crear el caos en la ciudad.

### Destrucción
Los Cazafantasmas consiguen derrotarlo cruzando sus rayos de protones con dirección al portal tridimensional, que fue el acceso de Gozer a su realidad, haciendo así que el flujo del portal se invirtiera, lo que causa una explosión que acaba con el Hombre de Malvavisco. Tras explotar, lo que queda del monstruo son trozos de malvavisco cremoso, que caen sobre la ciudad y su gente.

## Otras apariciones
En la serie The Real Ghostbusters, es resucitado y posteriormente capturado varias veces por los Cazafantasmas. Aunque al principio es malo y destructivo, luego se hace amigo de Slimer y los Cazafantasmas y los ayuda con varios problemas.
En el reboot Cazafantasmas (2016), que se desarrolla en otro universo narrativo, el Hombre de Malvavisco hace una breve aparición como un globo poseído del desfile de Acción de Gracias que inmovilizó a las Cazafantasmas Abby Yates, Jillian Holtzmann y Patty Tolan al suelo antes de ser salvadas por Erin Gilbert. El papel del Hombre de Malvavisco como un monstruo arrasador de treinta metros de altura es reemplazado por el boceto del fantasma del logotipo de los Cazafantasmas que se transformó en una versión gigante de sí mismo.
La película Ghostbusters: Afterlife de 2021 presenta a versiones de pequeño tamaño llamadas Mini-Pufts, que reaparecen en el videojuego Ghostbusters: Rise of the Ghost Lord y volverán en el próximo filme Ghostbusters: Frozen Empire.